# Chassors
Chassors [ʃasɔʁ] est une commune du Sud-Ouest de la France située dans le département de la Charente, en région Nouvelle-Aquitaine.
Ses habitants sont les Capsortiens et les Capsortiennes.

## Géographie

### Localisation et accès
Chassors est une commune de l'ouest de la Charente située à 3 km au nord-ouest de Jarnac et 9 km à l'est de Cognac.
Le bourg de Chassors est aussi à 14 km au sud-ouest de Rouillac et 29 km à l'ouest d'Angoulême.
Les principales voies de communication sont la D 15, route de Cognac à Rouillac et la D 22, route de Jarnac à Sainte-Sévère, qui se croisent à l'important hameau de Luchac. Une autre route, la D 156, venue de Jarnac, traverse le sud de la commune, dessert le bourg de Chassors et se dirige vers Nercillac.
La gare la plus proche est celle de Jarnac, desservie par des TER à destination d'Angoulême, Cognac, Saintes et Royan.

### Hameaux et lieux-dits
Le centre de la population le plus important de la commune est le gros village de Luchac ; c'est le véritable centre de la commune, cependant la mairie et la salle des fêtes sont à Guitres sur la route de Luchac à Jarnac alors que l'église est à Chassors.
Les autres hameaux sont : Villeneuve, au nord de la commune ; Puybernard, près de Luchac ; le Buisson, sur la route de Nercillac à Jarnac et les Six Chemins, près de Guitres.

### Communes limitrophes
| Réparsac  | Sigogne  |               |
| Nercillac | Chassors | Les Métairies |
|           | Julienne | Jarnac        |

### Géologie et relief
Le sol de la commune est calcaire et appartient au Jurassique supérieur. C'est en grande partie au Purbeckien, ancienne zone lagunaire résiduelle de la fin du Jurassique (s'étant évaporée au début Crétacé inférieur), caractéristique du Pays Bas et riche en gypse. Le dos de terrain au sud de la commune appartient aussi au Purbeckien, mais il s'agit d'un calcaire argileux, sublithographique ou finement oolithique.
Un petit quart nord-est de la commune, à l'est de Luchac, appartient au Portlandien,,.
Limitée au sud par le dos de terrain qui sépare le Pays Bas de la vallée de la Charente, la commune de Chassors est plus accidentée que ses voisines. Hormis le sud de la commune, l'altitude s'élève aussi légèrement au nord-est. Le point culminant est à une altitude de 62 m, situé juste au sud du bourg (borne IGN). Le point le plus bas est à 13 m, situé au sud-est de la commune en limite avec Jarnac. Le bourg est à environ 40 m d'altitude.

### Hydrographie

#### Réseau hydrographique

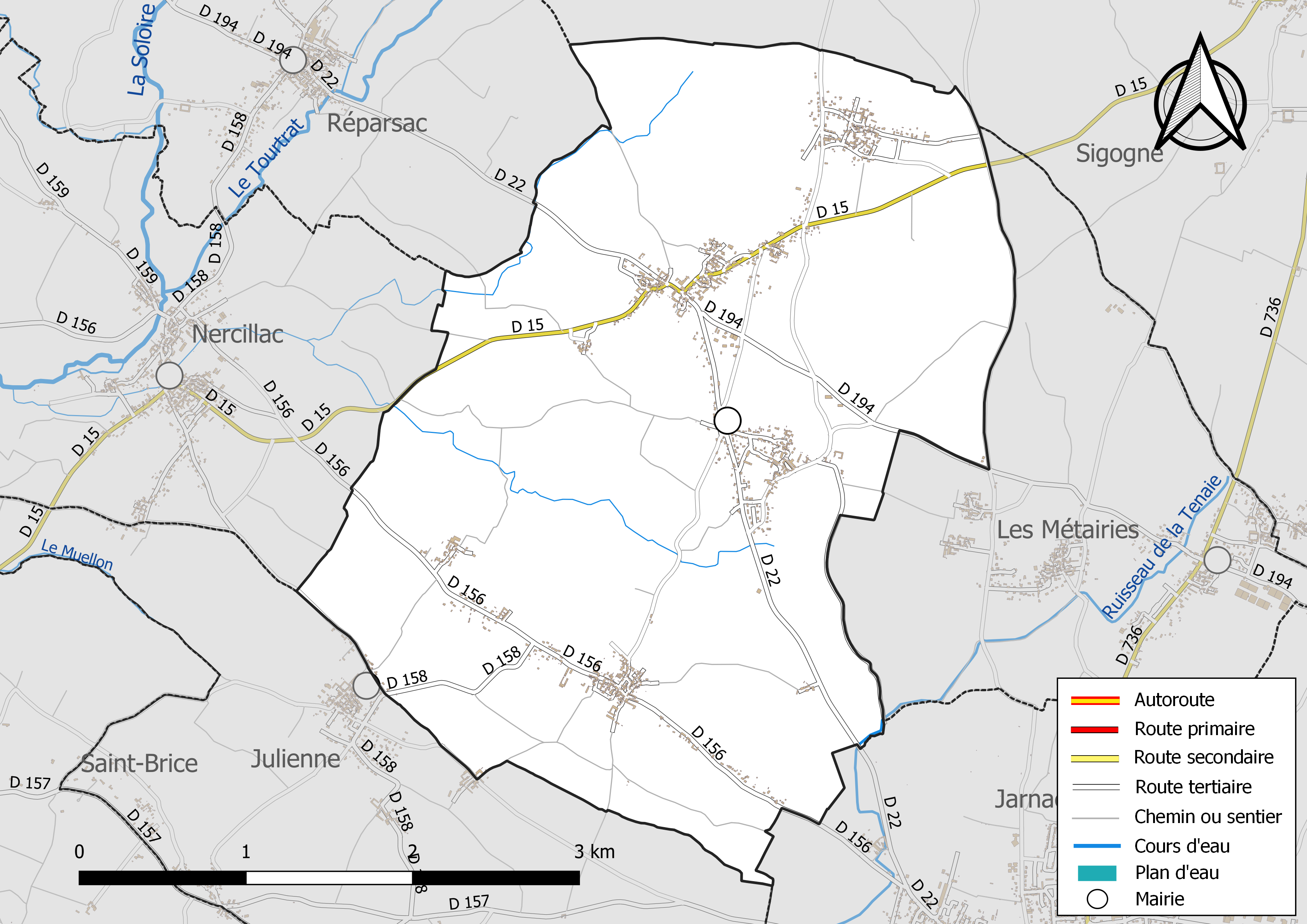
Réseaux hydrographique et routier de Chassors.

La commune est située dans le bassin versant de la Charente au sein  du Bassin Adour-Garonne. Elle est drainée par le ruisseau de la Tenaie et par deux petits cours d'eau, qui constituent un réseau hydrographique de 5 km de longueur totale,.

#### Gestion des eaux
Le territoire communal est couvert par le schéma d'aménagement et de gestion des eaux (SAGE) « Charente ». Ce document de planification, dont le territoire correspond au bassin de la Charente, d'une superficie de 9 300 km2, a été approuvé le 19 novembre 2019. La structure porteuse de l'élaboration et de la mise en œuvre est l'établissement public territorial de bassin Charente. Il définit sur son territoire les objectifs généraux d’utilisation, de mise en valeur et de protection quantitative et qualitative des ressources en eau superficielle et souterraine, en respect des objectifs de qualité définis dans le troisième SDAGE  du Bassin Adour-Garonne qui couvre la période 2022-2027, approuvé le 10 mars 2022.

### Climat
Comme dans les trois quarts sud et ouest du département, le climat est océanique aquitain.

## Urbanisme

### Typologie
Au 1er janvier 2024, Chassors est catégorisée commune rurale à habitat dispersé, selon la nouvelle grille communale de densité à 7 niveaux définie par l'Insee en 2022.
Elle est située hors unité urbaine. Par ailleurs la commune fait partie de l'aire d'attraction de Cognac, dont elle est une commune de la couronne,. Cette aire, qui regroupe 44 communes, est catégorisée dans les aires de 50 000 à moins de 200 000 habitants,.

### Occupation des sols
L'occupation des sols de la commune, telle qu'elle ressort de la base de données européenne d’occupation biophysique des sols Corine Land Cover (CLC), est marquée par l'importance des territoires agricoles (90,6 % en 2018), en diminution par rapport à 1990 (94,1 %). La répartition détaillée en 2018 est la suivante : 
cultures permanentes (51,5 %), terres arables (26,7 %), zones agricoles hétérogènes (12,4 %), zones urbanisées (8,3 %), forêts (1,1 %). L'évolution de l’occupation des sols de la commune et de ses infrastructures peut être observée sur les différentes représentations cartographiques du territoire : la carte de Cassini (XVIIIe siècle), la carte d'état-major (1820-1866) et les cartes ou photos aériennes de l'IGN pour la période actuelle (1950 à aujourd'hui).

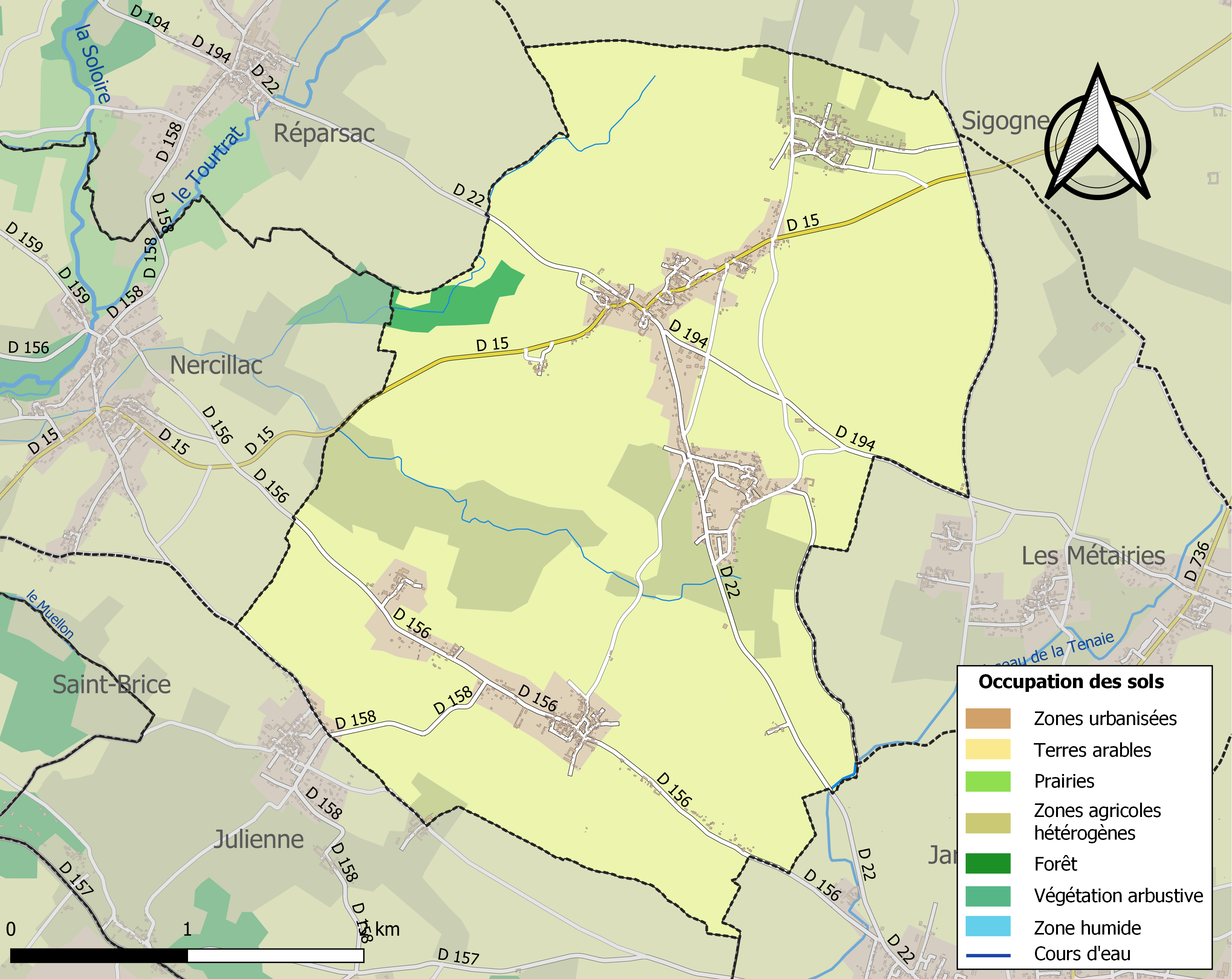
Carte des infrastructures et de l'occupation des sols de la commune en 2018 (CLC).

### Risques majeurs
Le territoire de la commune de Chassors est vulnérable à différents aléas naturels : météorologiques (tempête, orage, neige, grand froid, canicule ou sécheresse) et séisme (sismicité modérée). Il est également exposé à un risque technologique, le transport de matières dangereuses. Un site publié par le BRGM permet d'évaluer simplement et rapidement les risques d'un bien localisé soit par son adresse soit par le numéro de sa parcelle.

#### Risques naturels

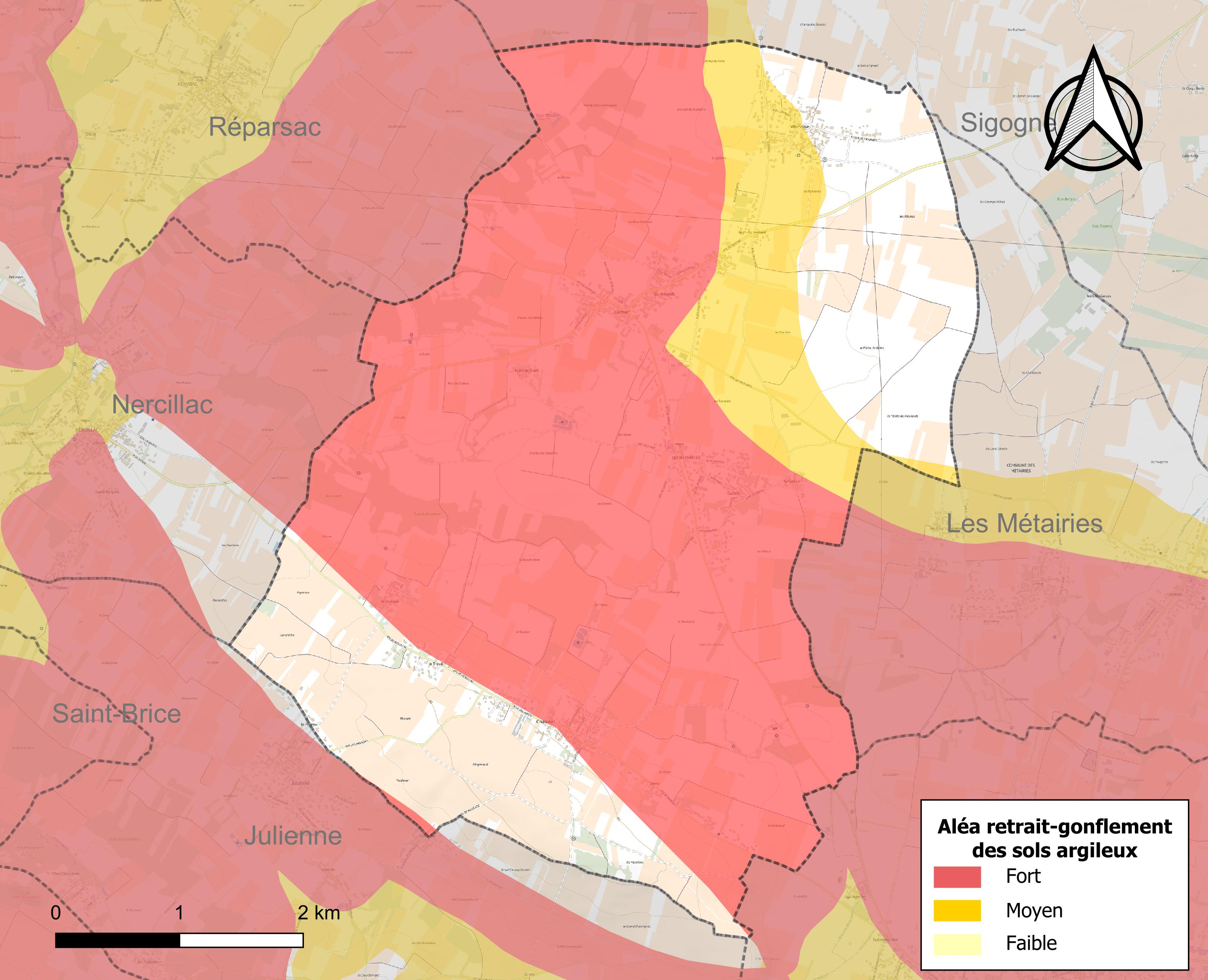
Carte des zones d'aléa retrait-gonflement des sols argileux de Chassors.

Le retrait-gonflement des sols argileux est susceptible d'engendrer des dommages importants aux bâtiments en cas d’alternance de périodes de sécheresse et de pluie. 72,6 % de la superficie communale est en aléa moyen ou fort (67,4 % au niveau départemental et 48,5 % au niveau national). Sur les 570 bâtiments dénombrés sur la commune en 2019, 482 sont en aléa moyen ou fort, soit 85 %, à comparer aux 81 % au niveau départemental et 54 % au niveau national. Une cartographie de l'exposition du territoire national au retrait gonflement des sols argileux est disponible sur le site du BRGM,.
Par ailleurs, afin de mieux appréhender le risque d’affaissement de terrain, l'inventaire national des cavités souterraines permet de localiser celles situées sur la commune.
La commune a été reconnue en état de catastrophe naturelle au titre des dommages causés par les inondations et coulées de boue survenues en 1982 et 1999. Concernant les mouvements de terrains, la commune a été reconnue en état de catastrophe naturelle au titre des dommages causés par la sécheresse en 1995, 2003 et 2011 et par des mouvements de terrain en 1999.

#### Risques technologiques
Le risque de transport de matières dangereuses sur la commune est lié à sa traversée par une ou des infrastructures routières ou ferroviaires importantes ou la présence d'une canalisation de transport d'hydrocarbures. Un accident se produisant sur de telles infrastructures est susceptible d’avoir des effets graves sur les biens, les personnes ou l'environnement, selon la nature du matériau transporté. Des dispositions d’urbanisme peuvent être préconisées en conséquence.

## Toponymie
Les formes anciennes sont in vicaria Capsorcinse, en 860-875, Cassortio (non daté), Chassortio en 1117, Chassortis en 1376, Chassoras au XIVe siècle.
Selon Talbert, l'origine du nom de Chassors remonterait à un nom de personne gallo-romain Capsortius issu du gaulois Capsortus. Selon Dauzat, une finale -urcium (comme Cadurci) paraît plus vraisemblable.

## Histoire
Chassors était une dépendance de la châtellenie de Jarnac. Son église était le siège d'un prieuré fondé au XIIe siècle par l'abbaye Saint-Cybard. Ce prieuré resta conventuel jusqu'au XVe siècle.
Entre le Xe et XVIIIe siècles, Chassors était aussi le siège d'une viguerie, qui rendait la justice localement. Elle était alors dans le diocèse de Saintes, puis fut rattachée aux six autres du comté d'Angoulême, qui en comptera une vingtaine de par son extension au XIe siècle.
Les plus anciens registres paroissiaux remontent à 1610.
La seigneurie de Chassors a été la possession de la famille Estivalle à qui l'on doit la construction du logis de Chassors, puis de la famille Horric.
Luchac était un fief dépendant de la seigneurie de Fleurac, puis du comté de Jarnac à partir de 1665. Il a appartenu à la famille de Lestang jusqu'en 1730.
Guitres était sous l'Ancien Régime le siège d'une petite seigneurie appartenant à la famille de Chièvres. Jacob de Chièvres était un ardent défenseur de la cause protestante. Mathieu, seigneur de Guitres, se convertit au catholicisme en 1685. La seigneurie passe par mariage à la famille de Bonnefoy en 1679 et restera à cette famille jusqu'à la Révolution.

## Administration
| Période                                  | Période  | Identité        | Étiquette | Qualité         |
| ---------------------------------------- | -------- | --------------- | --------- | --------------- |
| 1971                                     | 1977     | Guy Duquerroy   |           |                 |
| 1977                                     | 2001     | Robert Meslong  |           |                 |
| 2001                                     | 2014     | Pauline Noë     | ex-UDF    | Sans profession |
| 2014                                     | En cours | Patrick Lafarge | DVD       | Retraité        |
| Les données manquantes sont à compléter. |          |                 |           |                 |

### Fiscalité
La fiscalité en 2007 est d'un taux de 20,74 % sur le bâti, 43,46 % sur le non bâti, et 9,26 %  pour la taxe d'habitation.
La communauté de communes de Jarnac prélève la taxe professionnelle au taux 10,26 %.

## Démographie

### Évolution démographique
L'évolution du nombre d'habitants est connue à travers les recensements de la population effectués dans la commune depuis 1793. Pour les communes de moins de 10 000 habitants, une enquête de recensement portant sur toute la population est réalisée tous les cinq ans, les populations de référence des années intermédiaires étant quant à elles estimées par interpolation ou extrapolation. Pour la commune, le premier recensement exhaustif entrant dans le cadre du nouveau dispositif a été réalisé en 2008.

En 2022, la commune comptait 1 103 habitants, en évolution de −0,36 % par rapport à 2016 (Charente : −0,48 %, France hors Mayotte : +2,11 %).
| 1793 | 1800 | 1806  | 1821 | 1831  | 1841  | 1846  | 1851  | 1856  |
| ---- | ---- | ----- | ---- | ----- | ----- | ----- | ----- | ----- |
| 970  | 974  | 1 025 | 985  | 1 019 | 1 059 | 1 098 | 1 105 | 1 097 |

| 1861  | 1866  | 1872  | 1876  | 1881 | 1886 | 1891 | 1896 | 1901 |
| ----- | ----- | ----- | ----- | ---- | ---- | ---- | ---- | ---- |
| 1 119 | 1 108 | 1 141 | 1 075 | 932  | 916  | 897  | 900  | 856  |

| 1906 | 1911 | 1921 | 1926 | 1931 | 1936 | 1946 | 1954 | 1962 |
| ---- | ---- | ---- | ---- | ---- | ---- | ---- | ---- | ---- |
| 757  | 719  | 659  | 684  | 668  | 675  | 650  | 721  | 803  |

| 1968 | 1975 | 1982  | 1990  | 1999  | 2006  | 2008  | 2013  | 2018  |
| ---- | ---- | ----- | ----- | ----- | ----- | ----- | ----- | ----- |
| 823  | 911  | 1 014 | 1 105 | 1 061 | 1 097 | 1 111 | 1 108 | 1 097 |

| 2022  | - | - | - | - | - | - | - | - |
| ----- | - | - | - | - | - | - | - | - |
| 1 103 | - | - | - | - | - | - | - | - |

### Pyramide des âges
En 2018, le taux de personnes d'un âge inférieur à 30 ans s'élève à 29,2 %, soit en dessous de la moyenne départementale (30,2 %). À l'inverse, le taux de personnes d'âge supérieur à 60 ans est de 29,9 % la même année, alors qu'il est de 32,3 % au niveau départemental.
En 2018, la commune comptait 552 hommes pour 545 femmes, soit un taux de 50,32 % d'hommes, légèrement supérieur au taux départemental (48,41 %).
Les pyramides des âges de la commune et du département s'établissent comme suit.
| Hommes | Classe d’âge | Femmes |
| ------ | ------------ | ------ |
| 0,5    | 90 ou +      | 1,1    |
| 7,6    | 75-89 ans    | 7,7    |
| 20,3   | 60-74 ans    | 22,6   |
| 23,2   | 45-59 ans    | 25,5   |
| 18,3   | 30-44 ans    | 14,7   |
| 12,0   | 15-29 ans    | 14,1   |
| 18,1   | 0-14 ans     | 14,3   |

| Hommes | Classe d’âge | Femmes |
| ------ | ------------ | ------ |
| 1      | 90 ou +      | 2,7    |
| 9,2    | 75-89 ans    | 12     |
| 20,6   | 60-74 ans    | 21,3   |
| 20,7   | 45-59 ans    | 20,3   |
| 16,8   | 30-44 ans    | 16     |
| 15,6   | 15-29 ans    | 13,4   |
| 16,1   | 0-14 ans     | 14,3   |

## Économie

### Agriculture
La viticulture occupe une partie importante de l'activité agricole. La commune est classée dans les Fins Bois, dans la zone d'appellation d'origine contrôlée du cognac.

## Équipements, services et vie locale

### Enseignement
Chassors possède une école primaire, aux Six Chemins, comprenant quatre classes. Le secteur du collège est Jarnac (collège Jean-Lartaut).

## Lieux et monuments

### Patrimoine religieux

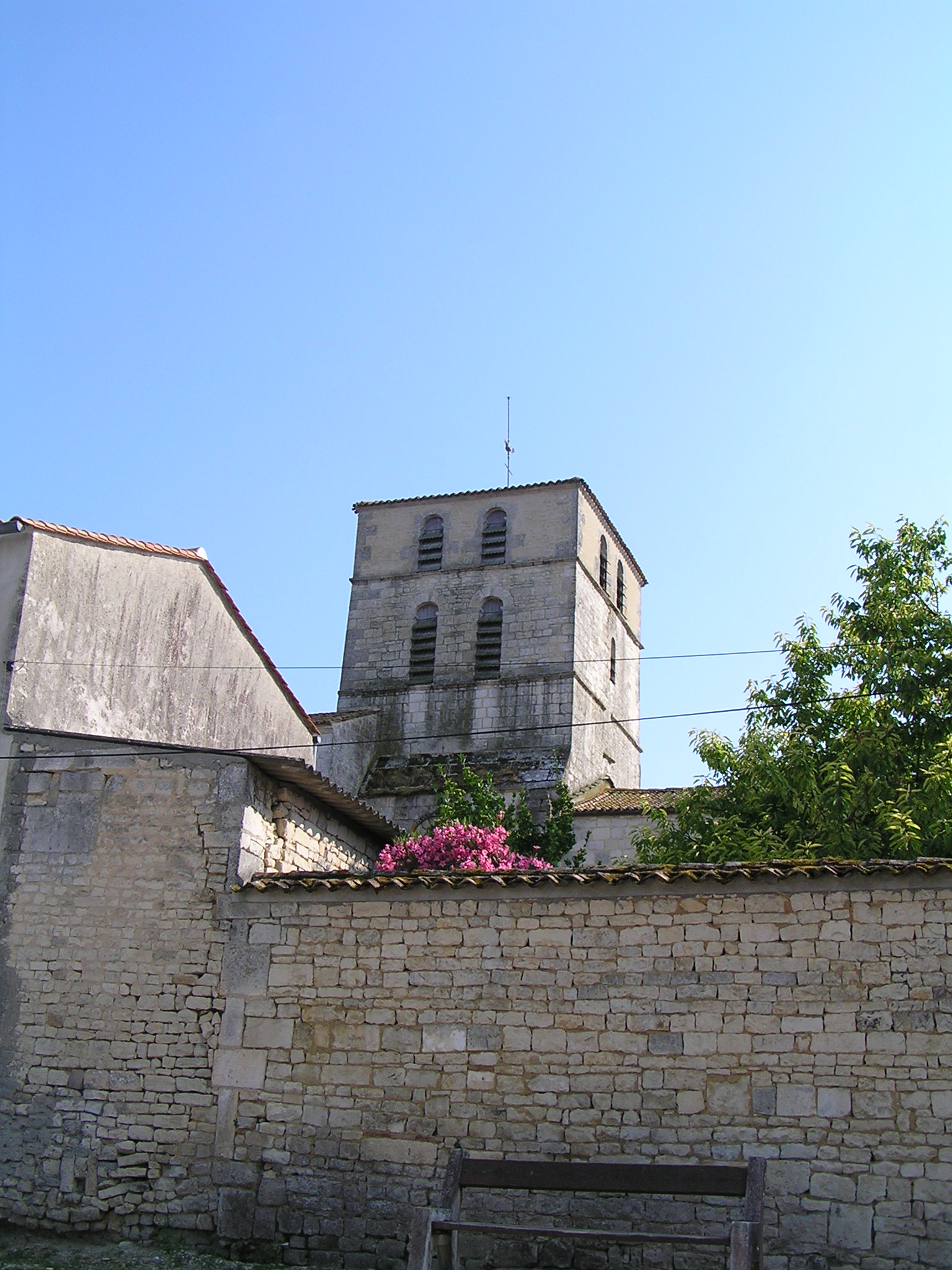
Clocher de l'église.

L'église Saint-Romain est une ancienne vicairie du diocèse de Saintes, donnée en 1107 par Pierre de Soubise, évêque de Saintes à l'abbaye Saint-Cybard d'Angoulême qui y fonda un prieuré.
L'église qui datait du XIe siècle a été reconstruite durant la seconde moitié du XIIe siècle et très restaurée au XVe siècle. Elle comprend une nef voûtée en brique, qui a reçu sur son mur ouest une tribune en 1864 ; puis sous le clocher, un faux carré, couvert de même, et suivi d'une abside,.

### Patrimoine civil
Le château de Montjourdain qui date de la fin du XVIIIe siècle (1790) a été inscrit monument historique le 7 juin 1968.
Le logis d'Estivalle, ou logis de Chassors, aurait, d'après Charles Daras, été reconstruit en 1730, date inscrite sur un portail muré. Il ne subsisterait du XVIe siècle que la tour polygonale qui flanque cette maison noble restaurée au XXe siècle,.
L'ancienne mairie-école, située aux Six Chemins, date de 1869, et a été reconstruite en 1950.

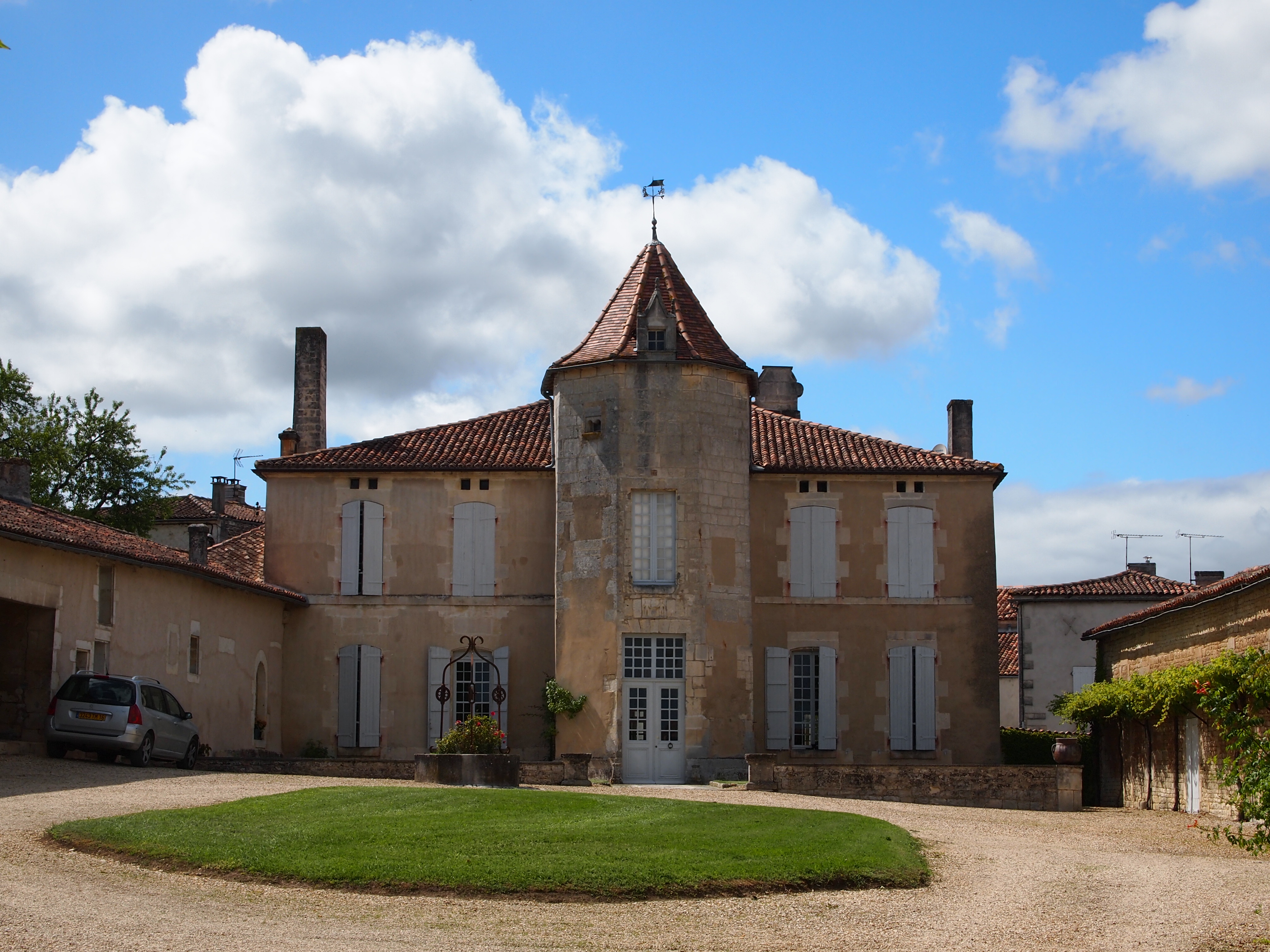
Logis d'Estivalle.
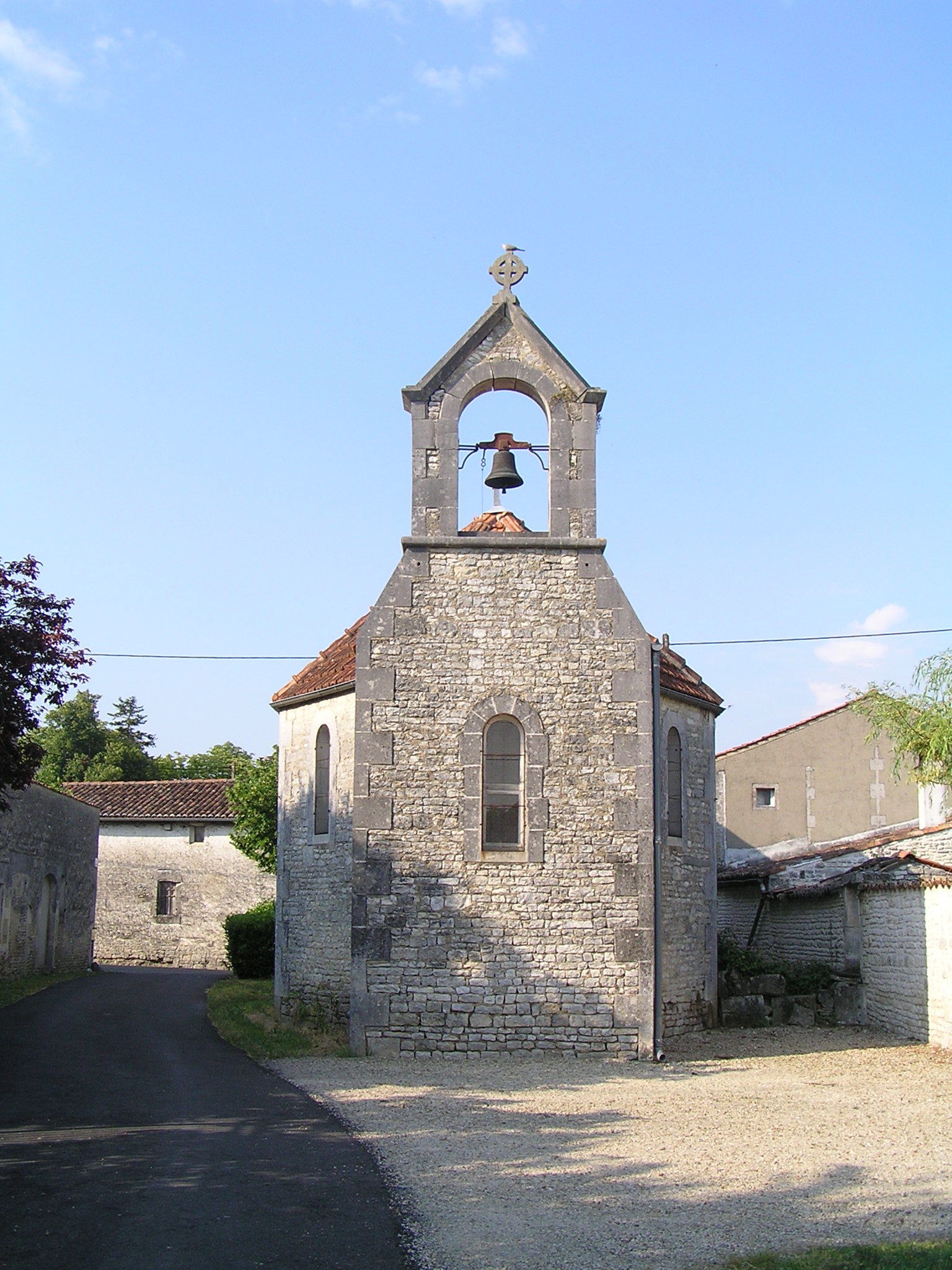
Chapelle de Luchac.
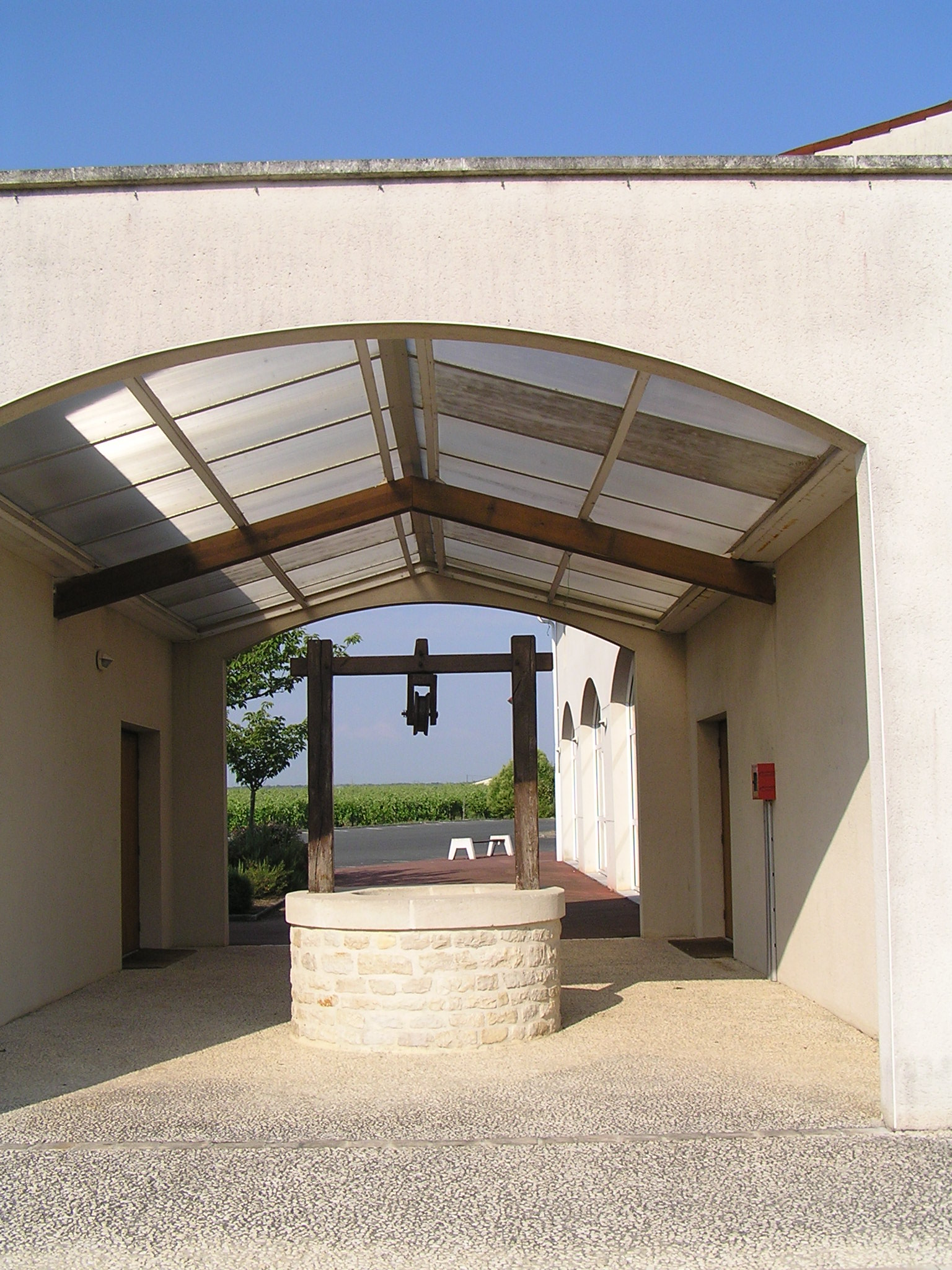
Puits communal.

### Patrimoine environnemental
Le GR 4 qui va de Royan à Grasse traverse la commune.

## Héraldique
| Blason | Blasonnement : Taillé : au 1er d'or à un arbre de sinople, au 2e de sinople à une grappe de raisin d'or, au chef de gueules au mot « Chassors » d'or. |